# Chewelah
Chewelah is een plaats (city) in de Amerikaanse staat Washington, en valt bestuurlijk gezien onder Stevens County.

## Demografie
Bij de volkstelling in 2000 werd het aantal inwoners vastgesteld op 2186.
In 2006 is het aantal inwoners door het United States Census Bureau geschat op 2316, een stijging van 130 (5,9%).

## Geografie
Volgens het United States Census Bureau beslaat de plaats een oppervlakte van
7,6 km², geheel bestaande uit land. Chewelah ligt op ongeveer 656 m boven zeeniveau.

## Plaatsen in de nabije omgeving
De onderstaande figuur toont nabijgelegen plaatsen in een straal van 40 km rond Chewelah.